# Lista de deputados estaduais de São Paulo da 13.ª legislatura
Esta é a lista de deputados estaduais de São Paulo para a legislatura 1995–1999.

## Composição das bancadas
| Partido | Líder                    | Bancada | Posição      |
| ------- | ------------------------ | ------- | ------------ |
| PMDB    | Paschoal Thomeu          | 23 / 94 | Independente |
| PSDB    | Walter Feldman           | 16 / 94 | Governo      |
| PT      | Maria Lúcia Prandi       | 15 / 94 | Oposição     |
| PPB     | Erasmo Dias              | 9 / 94  | Oposição     |
| PTB     | Antônio Carlos Mendonça  | 8 / 94  | Governo      |
| PL      | Gilberto Kassab          | 5 / 94  | Independente |
| PFL     | Maria Cecilia Passarelli | 5 / 94  | Governo      |
| PDT     | Paulo Julião             | 4 / 94  | Oposição     |
| PSD     | Nabi Abi Chedid          | 2 / 94  | Governo      |
| PCdoB   | Jamil Murad              | 2 / 94  | Oposição     |
| PRP     | Nelson Fernandes         | 2 / 94  | Oposição     |
| PRONA   | Célia Sueli Artacho      | 1 / 94  | Oposição     |
| PV      | Kito Junqueira           | 1 / 94  | Oposição     |
| PSB     | Alberto Calvo            | 1 / 94  | Oposição     |

## Deputados Estaduais
Foram escolhidos 94 deputados estaduais para a Assembleia Legislativa de São Paulo.
| Número | Deputados estaduais eleitos | Partido | Votação | Percentual | Cidade onde nasceu      | Unidade federativa |
| 15185  | Paschoal Thomeu             | PMDB    | 131.978 | 1,22%      | São Paulo               | São Paulo          |
| 15215  | Gilberto Nascimento         | PMDB    | 90.702  | 0,84%      | São Paulo               | São Paulo          |
| 45153  | Célia Leão                  | PSDB    | 85.066  | 0,79%      | São Paulo               | São Paulo          |
| 15125  | Mauro Bragato               | PMDB    | 83.096  | 0,77%      | Promissão               | São Paulo          |
| 15165  | Carlos Alberto Bel Correia  | PMDB    | 81.628  | 0,75%      | Barueri                 | São Paulo          |
| 22235  | Edson Ferrarini             | PL      | 81.407  | 0,75%      | São Paulo               | São Paulo          |
| 15181  | Rosmary Corrêa              | PMDB    | 80.752  | 0,75%      | São Paulo               | São Paulo          |
| 14140  | Campos Machado              | PTB     | 77.819  | 0,72%      | Cerqueira César         | São Paulo          |
| 22123  | Artur Alves Pinto           | PL      | 75.144  | 0,69%      | São Paulo               | São Paulo          |
| 25122  | Duarte Nogueira             | PFL     | 69.319  | 0,64%      | Ribeirão Preto          | São Paulo          |
| 15108  | Dimas Ramalho               | PMDB    | 69.202  | 0,64%      | Taquaritinga            | São Paulo          |
| 11138  | Conte Lopes                 | PPR     | 66.772  | 0,62%      | São Paulo               | São Paulo          |
| 15157  | Uebe Rezeck                 | PMDB    | 63.588  | 0,59%      | Colina                  | São Paulo          |
| 41160  | Roque Barbiere              | PSD     | 60.982  | 0,56%      | Coroados                | São Paulo          |
| 22199  | Estevam Galvão              | PL      | 60.825  | 0,56%      | São Paulo               | São Paulo          |
| 25111  | Afanásio Jazadji            | PFL     | 58.326  | 0,54%      | São Paulo               | São Paulo          |
| 15226  | Abelardo Camarinha          | PMDB    | 58.024  | 0,54%      | Santa Cruz do Rio Pardo | São Paulo          |
| 15115  | Toninho Ribas               | PMDB    | 56.928  | 0,53%      | Cajamar                 | São Paulo          |
| 41118  | Nabi Abi Chedid             | PSD     | 56.769  | 0,52%      | Ramarith                | Líbano             |
| 15122  | Elza Tank                   | PMDB    | 49.773  | 0,46%      | Limeira                 | São Paulo          |
| 14103  | Antônio Carlos Mendonça     | PTB     | 48.726  | 0,45%      | Araras                  | São Paulo          |
| 45113  | Paulo Kobayashi             | PTB     | 48.489  | 0,45%      | Ribeirão Pires          | São Paulo          |
| 15179  | Jayme Gimenez               | PMDB    | 46.381  | 0,43%      | Matão                   | São Paulo          |
| 14171  | Daniel Marins Alessi        | PTB     | 45.902  | 0,42%      | São Paulo               | São Paulo          |
| 14200  | Léo Oliveira                | PTB     | 44.924  | 0,41%      | Barrinha                | São Paulo          |
| 11244  | Márcio de Lima Araújo       | PPR     | 43.589  | 0,40%      | Recife                  | Pernambuco         |
| 15112  | Lobbe Neto                  | PMDB    | 42.672  | 0,39%      | São Paulo               | São Paulo          |
| 15136  | José Carlos Tardelli        | PMDB    | 42.479  | 0,39%      | Itapetininga            | São Paulo          |
| 14133  | Waldir Cartola dos Santos   | PTB     | 41.932  | 0,39%      | São Bernardo do Campo   | São Paulo          |
| 12111  | Paulo Julião                | PDT     | 41.792  | 0,39%      | São Sebastião           | São Paulo          |
| 11252  | Edna Macedo                 | PPR     | 41.141  | 0,38%      | Rio das Flores          | Rio de Janeiro     |
| 15116  | Gilson Menezes              | PMDB    | 41.108  | 0,38%      | Miguel Calmon           | Bahia              |
| 15223  | Milton Monti                | PMDB    | 40.696  | 0,38%      | São Manuel              | São Paulo          |
| 15124  | Roberto Purini              | PMDB    | 40.657  | 0,38%      | Poloni                  | São Paulo          |
| 22234  | Junji Abe                   | PL      | 40.073  | 0,37%      | Mogi das Cruzes         | São Paulo          |
| 45111  | Marcos Ribeiro Mendonça     | PSDB    | 40.056  | 0,37%      | São Paulo               | São Paulo          |
| 15191  | Osvaldo Justo               | PMDB    | 39.846  | 0,37%      | Santos                  | São Paulo          |
| 15150  | Fernando Cunha              | PMDB    | 39.780  | 0,37%      | Olímpia                 | São Paulo          |
| 45140  | Walter Feldman              | PSDB    | 38.118  | 0,35%      | São Paulo               | São Paulo          |
| 15249  | Vitor Sapienza              | PMDB    | 37.998  | 0,35%      | São Paulo               | São Paulo          |
| 14113  | Israel Zekcer               | PTB     | 37.441  | 0,35%      | São Paulo               | São Paulo          |
| 15186  | César Callegari             | PMDB    | 36.596  | 0,34%      | São Paulo               | São Paulo          |
| 15133  | Luiz Lune                   | PMDB    | 36.471  | 0,34%      | Joaçaba                 | Santa Catarina     |
| 22222  | Gilberto Kassab             | PL      | 36.303  | 0,34%      | São Paulo               | São Paulo          |
| 45157  | Celino Cardoso              | PSDB    | 36.130  | 0,33%      | Terra Rica              | Paraná             |
| 45160  | Miguel Haddad               | PSDB    | 36.038  | 0,33%      | Jundiaí                 | São Paulo          |
| 15171  | José Carlos Tonin           | PMDB    | 35.980  | 0,33%      | Monte Mor               | São Paulo          |
| 45151  | Vaz de Lima                 | PSDB    | 35.745  | 0,33%      | Fernandópolis           | São Paulo          |
| 45156  | Roberto Engler              | PSDB    | 34.980  | 0,32%      | São Paulo               | São Paulo          |
| 15139  | Guilherme Gianetti          | PMDB    | 34.765  | 0,32%      | São Paulo               | São Paulo          |
| 25118  | Edmir Chedid                | PFL     | 34.745  | 0,32%      | Campinas                | São Paulo          |
| 45101  | Milton Flávio               | PSDB    | 34.315  | 0,32%      | Birigui                 | São Paulo          |
| 14255  | João Marcelo Gonçalves      | PTB     | 34.135  | 0,32%      | São José do Rio Preto   | São Paulo          |
| 45145  | Ricardo Tripoli             | PSDB    | 33.710  | 0,31%      | São Paulo               | São Paulo          |
| 13154  | Professor Luizinho          | PT      | 33.240  | 0,31%      | Cândido Mota            | São Paulo          |
| 25110  | Terezinha da Paulina        | PFL     | 31.789  | 0,29%      | Itapeva                 | São Paulo          |
| 45218  | Dorival Braga               | PSDB    | 31.721  | 0,29%      | São Paulo               | São Paulo          |
| 13184  | Maria Lúcia Prandi          | PT      | 30.449  | 0,28%      | Potirendaba             | São Paulo          |
| 11151  | José Caldini Crespo         | PPR     | 30.346  | 0,28%      | Sorocaba                | São Paulo          |
| 11222  | Reynaldo de Barros Filho    | PPR     | 30.077  | 0,28%      | São Paulo               | São Paulo          |
| 45220  | Cândido Galvão Neto         | PSDB    | 30.069  | 0,28%      | Jaú                     | São Paulo          |
| 43133  | Kito Junqueira              | PV      | 30.064  | 0,28%      | São Paulo               | São Paulo          |
| 25123  | Maria Cecilia Passarelli    | PFL     | 29.431  | 0,27%      | Cubatão                 | São Paulo          |
| 11155  | José Eduardo Ferreira Netto | PPR     | 29.061  | 0,27%      | São Paulo               | São Paulo          |
| 13130  | Mariângela Duarte           | PT      | 28.761  | 0,27%      | Rio de Janeiro          | Rio de Janeiro     |
| 11211  | Erasmo Dias                 | PPR     | 28.178  | 0,26%      | Paraguaçu Paulista      | São Paulo          |
| 12172  | Carlão Messias              | PDT     | 28.177  | 0,26%      | Monte Azul Paulista     | São Paulo          |
| 11122  | Aldo Demarchi               | PPR     | 27.789  | 0,26%      | Rio Claro               | São Paulo          |
| 45187  | Sidney Cinti                | PSDB    | 27.432  | 0,25%      | Araraquara              | São Paulo          |
| 11204  | Hatiro Shimomoto            | PPR     | 27.421  | 0,25%      | São Paulo               | São Paulo          |
| 45114  | Renato Amary                | PSDB    | 27.031  | 0,25%      | Sorocaba                | São Paulo          |
| 13147  | Pedro Dallari               | PT      | 26.790  | 0,25%      | São Paulo               | São Paulo          |
| 45105  | Clóvis Volpi                | PSDB    | 26.244  | 0,24%      | Ribeirão Pires          | São Paulo          |
| 45103  | Maria do Carmo Piunti       | PSDB    | 25.912  | 0,24%      | Itu                     | São Paulo          |
| 65111  | Jamil Murad                 | PCdoB   | 25.675  | 0,24%      | José Bonifácio          | São Paulo          |
| 45167  | Dráusio Barreto             | PSDB    | 25.326  | 0,23%      | Ribeirão Preto          | São Paulo          |
| 13288  | Roberto Gouveia             | PT      | 24.992  | 0,23%      | Ituiutaba               | Minas Gerais       |
| 44192  | Nelson Fernandes            | PRP     | 24.903  | 0,23%      | Tabuaço                 | Portugal           |
| 44111  | Misael Margato              | PRP     | 24.212  | 0,22%      | Pederneiras             | São Paulo          |
| 13160  | José Giacomo Baccarin       | PT      | 23.923  | 0,22%      | Presidente Prudente     | São Paulo          |
| 13170  | Rui Falcão                  | PT      | 23.458  | 0,22%      | Pitangui                | São Paulo          |
| 12201  | Renato Simões               | PDT     | 23.385  | 0,22%      | Campinas                | São Paulo          |
| 12115  | Aloísio Vieira              | PDT     | 22.932  | 0,21%      | Cachoeira Paulista      | São Paulo          |
| 40233  | Alberto Calvo               | PSB     | 21.289  | 0,20%      | Santos                  | São Paulo          |
| 13121  | Djalma Bom                  | PT      | 21.193  | 0,20%      | Medina                  | Minas Gerais       |
| 13107  | Elói Pietá                  | PT      | 19.411  | 0,18%      | Gaurama                 | Rio Grande do Sul  |
| 13290  | Hamilton Pereira            | PT      | 19.099  | 0,18%      | Sorocaba                | São Paulo          |
| 13150  | José Pivatto                | PT      | 18.672  | 0,17%      | Cosmópolis              | São Paulo          |
| 13137  | Beatriz Pardi               | PT      | 18.629  | 0,17%      | Campinas                | São Paulo          |
| 13134  | Paulo Teixeira              | PT      | 18.240  | 0,17%      | Águas da Prata          | São Paulo          |
| 13110  | Wagner Lino Alves           | PT      | 16.959  | 0,16%      | Santos                  | São Paulo          |
| 13123  | José Zico Prado             | PT      | 16.823  | 0,16%      | Macaubal                | São Paulo          |
| 65200  | Nivaldo Santana Silva       | PCdoB   | 16.215  | 0,15%      | São Paulo               | São Paulo          |
| 56101  | Célia Sueli Artacho         | PRONA   | 1.102   | 0,01%      | São Paulo               | São Paulo          |

OBS: O Partido Progressista Renovador (PPR) liderado por Paulo Maluf, mudou seu nome após a eleição para Partido Progressista Brasileiro (PPB).